# 전세 항공사
전세 항공사(傳貰航空社)는 비행기를 임대하는 항공사이다.

## 같이 보기
- 세계의 전세 항공사 목록
- 비즈니스 제트